# Johan Hebbe
Johan Hebbe, född 29 maj 1994 i Gillberga socken utanför Säffle, är en svensk programledare på SVT Barn för barnprogrammet "Fixa rummet".
Han är bland annat utbildad vid Geijerskolan i Ransäter.
Johan Hebbe spelade in säsong 10 av "Fixa rummet" under hösten 2023 tillsammans med sin programledarkollega Ellen Särnevång. I programmet snickrar de och hjälper barn att förvandla deras rum till deras drömrum. Utöver detta har han varit med i föreställningen Värmlänningarna i Ransäter tillsammans med sin sambo Ida On, som också är programledare.
Han var under åren 2007–2009 aktiv på SäffleOperans scen. 